# Bazical Data Academy
Bazical es una empresa de tecnología con sede en Bogotá, Colombia, fundada en el año 2020. Se especializa en ofrecer cursos de formación profesional relacionada con la computación en la nube (Cloud), el análisis de datos (Data) y la inteligencia artificial (IA).

## Historia
Bazical fue establecida en 2020 en Bogotá con el objetivo de contribuir al avance tecnológico en la región. Desde su fundación, la empresa ha centrado sus esfuerzos en fomentar el desarrollo de habilidades relacionados con el ámbito de los datos y la inteligencia artificial.

## Productos
Bazical maneja una línea de productos en donde los que más resaltante son
- AlleyShop: Una tienda e-commerce fácil de implementar, de pago por suscripción pensada para emprendedores que quieren llevar sus ideas a un nuevo nivel y vender sus productos o servicios en un entorno seguro y eficiente.Ubicación, Sede principal Bazical Data Academy
- Data Prisma: Una suite de Data Applications orientada a integrarse de forma natural con Snowflake.[1] Su enfoque es la Inteligencia Artificial y modelos analíticos avanzados.

## Servicios
Los principales servicios de Bazical incluyen:
- Computación en la nube: Bazical ofrece soluciones de infraestructura como servicio (IaaS), plataforma como servicio (PaaS) y software como servicio (SaaS), permitiendo a sus clientes optimizar costos, mejorar la eficiencia y escalar sus operaciones sin grandes inversiones en hardware.
- Análisis de datos: La empresa proporciona herramientas y servicios de análisis de datos que ayudan a las organizaciones a convertir grandes volúmenes de datos en información útil para la toma de decisiones estratégicas.
- Inteligencia artificial: Bazical desarrolla soluciones de IA que incluyen aprendizaje automático, procesamiento del lenguaje natural y visión por computadora, aplicadas a diferentes sectores como la salud, finanzas y retail.

En 2020, Bazical generó alianza estratégica con empresas como Plotly.